# Absolute Asymmetrische Synthese
Die absolute asymmetrische Synthese bezeichnet eine Reaktion, bei der ein Enantiomer bevorzugt gebildet wird, d. h. Enantiomerenüberschuss ee > 0 %, ohne ein bereits vorhandenes chirales Zentrum und ohne die Induktion von stereochemischer Information aufgrund von anderen im System vorhandenen optisch aktiven Stoffen. 
Diese Synthese ist nach dem bisherigen Verständnis nicht möglich, jedoch gibt eine Vielzahl von möglichen Theorien. Somit bedarf der Synthese von optisch aktiven Produkten, d. h. ee > 0 %, immer eine vorhergehende Chiralitätsinformation z. B. in Form eines Auxiliars oder chiraler Kristallisationsflächen.
Wenige Verbindungen kristallisieren als Konglomerat, d. h., es bilden sich Kristalle mit jeweils den reinen Enantiomeren im Kristallgitter. Wird das Bilden eines Konglomerats als absolute asymmetrische Synthese angesehen, so ist diese für spezielle Substanzen, aufgrund der Chiralität von einer Vielzahl der kristallographischen Raumgruppen, möglich.
Es handelt sich jedoch um keinen chemischen, sondern einen physikalischen Prozess und damit um eine Variante der Racemattrennung.
Moderne Forschung versucht gezielt Konglomerate zu bilden durch die Zugabe von Hilfsstoffen. Diese Vorgehensweise widerspricht nach obiger Definition einer absoluten asymmetrischen Synthese.

## Physikalische Aspekte
Die physikalische Herangehensweise an die Frage, ob es eine absolute asymmetrische Synthese geben kann, führt zu der Tatsache, dass Enantiomere sich in einer sehr kleinen, den Paritätsregeln verletzenden Energiedifferenz unterscheiden. 
Damit unterscheiden sich auch die thermodynamischen Reaktionskenndaten und damit sollte eine absolute asymmetrische Synthese möglich sein. Die Größenordnung des Energieunterschieds liegt bei ca. 10−14 J/mol.

## Theorien zur absoluten asymmetrischen Synthese
Die Natur zeigt in nahezu allen möglichen Stoffklassen eine Homochrialität zu sehen an den Beispielen D-Kohlenhydrate und L-Aminosäuren.
Diese Chiralitätsinformation muss durch eine absolute asymmetrische Induktion entstanden sein.
Über die Frage, wie diese aussieht, gibt es vielfältige Diskussionen.
Mögliche Aspekte sind Magnetfelder, Strahlung mit linear-polarisiertem Licht oder die bevorzugte Bildung eines Enantiomers an spezifischen Oberflächen z. B. Quarzkristallen.